# 脱氧核糖
去氧核糖（Deoxyribose）又称脱氧核糖、D-脱氧核糖、2-脱氧核糖或D-2-脱氧核糖，是核糖的2-位羟基被氢取代后形成的脱氧糖衍生物，是一个戊醛糖。它同时也是D-阿拉伯糖的2-脱氧产物。脱氧核糖是脱氧核糖核酸（DNA）的组分，因此在生物体内十分重要。1929年由菲巴斯·利文首先发现。

## 性质
从异丙醇中制得结晶，溶于水、吡啶，微溶于乙醇。旋光度 {\displaystyle \ [\alpha ]_{D}^{20}\ 56.2^{o}}。水溶液中直链形、环形吡喃糖、呋喃糖三种形态形成平衡。

## 合成
脱氧核糖一般由脱氧核糖核酸制备。生物体从核糖核苷酸合成脱氧核苷酸的过程是被核糖核苷酸还原酶催化的。已发现有三种不同的核糖核苷酸还原酶，以真核生物中的非血红素铁(Ⅲ)酶为例，该反应机理为：首先，酶半胱氨酸残基的－Ｓ· 夺取C3的氢，生成C3的自由基。接着C2的羟基被一对半胱氨酸残基之一的－ＳＨ质子化，碱夺取C2的羟基质子，电子转移形成C2的C=O双键，C3的水离去，C2的自由基转移到C3上，形成一个新的在C3的自由基。这时上面一对半胱氨酸残基的另一个－ＳＨ向C3的自由基转移一个氢原子，自身与另一个－Ｓ−形成二硫键，但其中一个硫原子仍为自由基负离子。然后该硫负离子对C2的酮基进行还原，生成的氧负被质子化，形成C2的自由基。该自由基再从第一步中生成的半胱氨酸残基－ＳＨ夺取一个氢原子，得到脱氧核苷酸的同时，使酶半胱氨酸的－Ｓ·得到再生，进行下一个循环。
生物体主要用脱氧核糖而非核糖的一个原因是，如果五碳糖的2'-位有一个羟基（核糖），在碱的作用下，这个羟基生成的醇负离子很容易进攻与3'-碳相连的磷原子，使另一个糖的5'-氧负离去，从而破坏核酸的聚合结构。这便是RNA比DNA容易在碱存在下水解的缘故。因此生物体宁可多花能量合成脱氧核苷酸，也要保证DNA的稳定性。该氧化过程也使环的构象从C3'-内式变为C2'-内式。